# Mihail Simion
Mihail Simion es un deportista rumano que compitió en piragüismo en la modalidad de aguas tranquilas. Ganó dos medallas de plata en el Campeonato Mundial de Piragüismo, en los años 2010 y 2011, y una medalla de plata en el Campeonato Europeo de Piragüismo de 2012.

## Palmarés internacional
| Campeonato Mundial | Campeonato Mundial | Campeonato Mundial | Campeonato Mundial |
| Año                | Lugar              | Medalla            | Competición        |
| ------------------ | ------------------ | ------------------ | ------------------ |
| 2010               | Poznań (Polonia)   | Medalla de plata   | C4 1000 m          |
| 2011               | Szeged (Hungría)   | Medalla de plata   | C4 1000 m          |
| Campeonato Europeo |                    |                    |                    |
| Año                | Lugar              | Medalla            | Competición        |
| 2012               | Zagreb (Croacia)   | Medalla de plata   | C4 1000 m          |